# Holonuncia
Holonuncia is een geslacht van hooiwagens uit de familie Triaenonychidae.
De wetenschappelijke naam Holonuncia is voor het eerst geldig gepubliceerd door Forster in 1955. 

## Soorten
Holonuncia omvat de volgende 13 soorten:
- Holonuncia cavernicola
- Holonuncia dewae
- Holonuncia dispar
- Holonuncia enigma
- Holonuncia francesae
- Holonuncia hamiltonsmithi
- Holonuncia kaputarensis
- Holonuncia katoomba
- Holonuncia recta
- Holonuncia seriata
- Holonuncia sussa
- Holonuncia tuberculata
- Holonuncia weejasperensis